# Wileroltigen
Wileroltigen (Frans (verouderd): Ostranges) is een gemeente en plaats in het Zwitserse kanton Bern, en maakt deel uit van het district Bern-Mittelland.
Wileroltigen telt 381 inwoners.